# Ouija: El origen del mal
Ouija: El origen del mal es una película estadounidense de terror sobrenatural de 2016 dirigida por Mike Flanagan y escrita por Flanagan y Jeff Howard. Es la precuela de la película Ouija. Está protagonizada por Henry Thomas, Annalise Basso, Elizabeth Reaser, Lulu Wilson, y Parker Mack. La película fue estrenada el 21 de octubre de 2016 por Universal Pictures.

## Argumento
Se establece en Los Ángeles, 1967, una viuda llamada Alice Zander trabaja fuera de su casa en los suburbios como una médium para fingir comunicarse con los espíritus, acompañada de sus dos hijas, una de 15 años de edad, Paulina "Lina" y de 9 años de edad, Doris; a pesar de que ponen en escena sus sesiones, la verdadera intención de Alice, es ayudar a los desplazados. La familia todavía se tambalea por la reciente muerte de Roger, el marido de Alice y el padre de las niñas. Después de que Lina sugiera que Alice incorpore una tabla de güija en sus lecturas, Alice lo hace, y sin saberlo, contacta con un espíritu llamado Marcus que comienza a poseer a Doris. Esto hace que rompan una de las tres reglas: no jugar solo, no jugar en un cementerio y siempre decir adiós.
Alice recibe una nota de ejecución hipotecaria, lo que significa que pueden perder su casa. Doris va en contacto con la mesa, creyendo que se está comunicando con su padre muerto, y el espíritu la lleva a un compartimiento secreto detrás de la pared del sótano que contiene una bolsa de dinero en efectivo. Doris, rompiendo otra de las tres reglas, se olvida de decir adiós a los espíritus. Cuando le da el dinero a su madre, la familia tiene una sesión de güija, y creen que pueden ponerse en contacto con Roger. Cuando la tabla responde a una pregunta que sólo Roger sabría la respuesta, una Alice encantada comienza a creer que están en contacto con su marido muerto.
Pronto, Doris es poseída por un espíritu de sombras. Lina, perturbada por los cambios en su hermana, encuentra documentos escritos por Doris en idioma polaco, una lengua que no sabe, y los lleva al Padre Tom para que los traduzca. Con problemas, el Padre Tom les visita para una sesión de güija, bajo la pretensión de ponerse en contacto con su esposa muerta, Gloria. Aunque la sesión parece ser exitosa, el Padre Tom explica más adelante a Alice y Lina que Doris no estaba en contactó con Gloria. En su lugar, para cada pregunta que le hizo, leyó sus pensamientos y repitió las respuestas que estaba pensando en su mente. Él revela que las notas son palabras escritas por un inmigrante polaco llamado Marcus, que estaba prisionero durante la Segunda Guerra Mundial por un médico sádico llamado: "El médico del diablo" que llevó a cabo experimentos sobre él y otros cautivos en el interior del sótano de la casa. Estos espíritus sabían respuestas que sólo Roger sabría porque han estado observando la familia desde el día que se mudaron.
Mientras tanto, Doris mata al novio de Lina, Mikey y cuelga su cuerpo. Al ver esto, el Padre Tom, Alice, y Lina queman la güija bajo las escaleras. Cuando el padre Tom descubre restos óseos en la pared del sótano, se dan cuenta de que han estado utilizando la güija en un cementerio que todo este tiempo, rompiendo así la tercera regla. El Padre Tom encuentra la habitación secreta donde se llevaron a cabo los experimentos, y es poseído por los espíritus. Ataca a Alice y Lina, pero momentáneamente se apodera de la claridad, sólo para ser asesinado por Doris. Alice es capturada, mientras que el espíritu de Roger lleva a Lina inconsciente a su cama. Lina se despierta y recuerda un momento anterior en que la boca de su muñeca fue cosida por el espíritu de su padre "para silenciar las voces", al darse cuenta de que debe coser la boca de Doris para acallar las voces de los espíritus y detener el mal. Durante la lucha, se cose con éxito la boca de Doris y ésta muere, en el reencuentro con su padre. Después de esto, Lina es poseída temporalmente y apuñala a Alice. Mientras muere, Alice ve a Roger y Doris juntos, y felizmente se une a ellos, dejando atrás a una Lina abandonada.
Dos meses más tarde, Lina se encuentra en un hospital mental por el presunto asesinato de su madre. Ella es entrevistada por un médico y es incapaz de decir lo que pasó con el cuerpo de Doris, pero afirma que Lina, nunca estará sola otra vez. Ella trata de convocar a su hermana en el interior de su cuarto, dibuja el abecedario y el "sí", "no" y "hasta luego" de la tabla güija y el médico la observa, sin el conocimiento de que Doris está acercándose hacia él por el techo con la boca abierta y los ojos en blanco. En una escena post-créditos establecido en 2014, la ahora anciana Lina, permanece en el asilo y recibe la visita de alguien que dice ser su sobrina.

## Elenco y personajes
- Elizabeth Reaser como Alice Zander.
- Annalise Basso como Paulina Zander.
  - Lin Shaye como Paulina Zander (anciana).
- Lulu Wilson como Doris Zander.
- Henry Thomas como el padre Tom Hogan.
- Parker Mack como Michael Russell "Mikey".
- Sam Anderson como el Sr. Browning
- Kate Siegel como Jenny Browning.
- Doug Jones como Ghoul Marcus.
- Halle Charlton como Ellie.
- Alexis G. Zall como Betty.
- Ele Keats como madre de Ellie.
- Nicholas Keenan como Walter.
- Michael Weaver como Roger Zander.
- Umran Mustafa como Keith Hemmingway.

## Producción
La producción en Los Ángeles comenzó en septiembre de 2015 y acabó en octubre de 2015.  A pesar de que la primera película fue un éxito comercialmente la recepción crítica fue menos que estelar. Como resultado Jason Blum quería hacer una película que era significativamente diferente que el original. Esto apeló al director Mike Flanagan que declaró en una entrevista que él tiene "alergia a las secuelas" pero Blum dejó a Flanagan trabajar en el tipo de película de terror que él quisiera, que era una pieza de período que trató con una dinámica de la familia. Había una conversación desde el principio acerca de si la película debía tener alguna conexión con el original, pero Flanagan mismo se oponía a esto, y en su lugar optó por hacer referencias a la sutil original para dar la bienvenida a nuevos espectadores, mientras que también entretener a los fanes del original.
La película de 1980 The Changeling  fue una gran influencia en la película, con Flanagan proyectando la película con su director de fotografía "como diez veces" mientras que también observó otros clásicos como The Exorcist y The Watcher in the Woods. Fue entonces cuando se les ocurrió la idea de filmar la película como si fuera la década de 1970, utilizando sólo la tecnología que sólo habría estado disponible en esa época.
El reparto principal se anunció en septiembre de 2015 con la fotografía principal comenzando ese mismo mes, que se desarrolló al 21 de octubre de 2015. La posproducción de la película comenzó el 31 de octubre de 2015.
Universal Pictures utilizó su título 1963-90, diseñado por Universal Title y Optical para MCA Inc., para abrir y promover la película.

### Banda sonora
Los Newton Brothers compusieron para la película, reemplazando a Anton Sanko, quien compuso la primera. La banda sonora fue lanzada por Back Lot Music el 21 de octubre de 2016.

## Estreno
En abril de 2015, se anunció que la precuela sería estrenada el 28 de octubre de 2016.

### Taquilla
Ouija: El origen del mal recaudó $35.1 millones en América del Norte y $46.6 millones en otros territorios por un total mundial de $81.7 millones, contra un presupuesto de $9 millones.
La película se abrió junto a Boo! A Madea Halloween y Jack Reacher: Never Go Back y se esperaba un total bruto alrededor de $15 millones de dólares de unos 3.168 teatros en su fin de semana de apertura. Acabó recaudando $14.1 millones (comparado con el debut de $19.9de su antecesor), terminando tercero en la taquilla.

### Respuesta crítica
En Rotten Tomatoes, la película tiene un índice de aprobación del 82% basado en 119 críticas, con una calificación promedio de 6.38/10, convirtiéndose en la película más alta hasta la fecha producida por Hasbro Studios o Platinum Dunes. El consenso crítico del sitio dice: "Ouija: Origin of Evil gira inesperadamente la plancheta de su franquicia hacia el SÍ con una continuación sorprendentemente terrorífica y dramáticamente satisfactoria de su deslucida predecesora". En Metacritic, la película tiene una puntuación de 65 de 100, basada en 26 críticos, lo que indica "generalmente críticas favorables". En CinemaScore, el público dio a la película una calificación promedio de "C" en una escala A + a F, al igual que su predecesor.